# Psalidopus huxleyi
Psalidopus huxleyi is een garnalensoort uit de familie van de Psalidopodidae. De wetenschappelijke naam van de soort is voor het eerst geldig gepubliceerd in 1892 door Wood-Mason.